# Rhayader, Rhayader Goes to Town
Rhayader, Rhayader Goes To Town — композиции британской прог-рок-группы Camel, созданные в рамках полностью инструментального альбома The Snow Goose (1975). Являются одними из наиболее известных песен группы. Часто исполняются на концертах и опубликовываются на официальных сборниках, трибьютах и DVD. Возможно, из-за большой разницы в длине (около двух минут) песни не выпускались на сингле вместе.

## Персонаж
Rhayader (читается как Рая́йдер) — персонаж детской пьесы Пола Гэллико «The Snow Goose», на которой построен сам альбом The Snow Goose. Главный герой — художник с горбом и искалеченной рукой, купивший заброшенный маяк и прилегающий участок, на котором он построил убежище для раненых птиц.